# Hoorn (Terschelling)
Pour les articles homonymes, voir Hoorn (homonymie).
Hoorn est un village situé dans la commune néerlandaise de Terschelling, sur l'île du même nom, dans la province de la Frise. Le 1er janvier 2005, le village comptait 463 habitants.